# Université nationale du Rwanda
Ne doit pas être confondu avec Université du Rwanda.
L'université nationale du Rwanda (UNR, kinyarwanda : Kaminuza nkuru y’u Rwanda, anglais : National University of Rwanda), située à Butare, était la plus importante université du Rwanda.
En 2013, les universités publiques du Rwanda ont fusionné en l'université du Rwanda.

## Historique
L'université nationale du Rwanda fut conjointement créée en 1963 par le gouvernement rwandais et les pères dominicains de la province de Québec (Canada). Le fondateur, et premier recteur, fut le père Georges-Henri Lévesque. L'UNR donnait alors une formation dans trois domaines d'enseignement : la faculté de médecine, la faculté de sciences sociales, et une école d'enseignement [ENS]. Elle comptait par ailleurs 51 étudiants et 16 professeurs.
Depuis 2005 les cursus de Sciences, Technologie et Humanités, sont enseignés en français et en anglais avec une introduction progressive de l'anglais à côté du français.
L'université comptait 8 221 étudiants et 425 professeurs en 2006 contre plus de 11 000 étudiants en 2012.

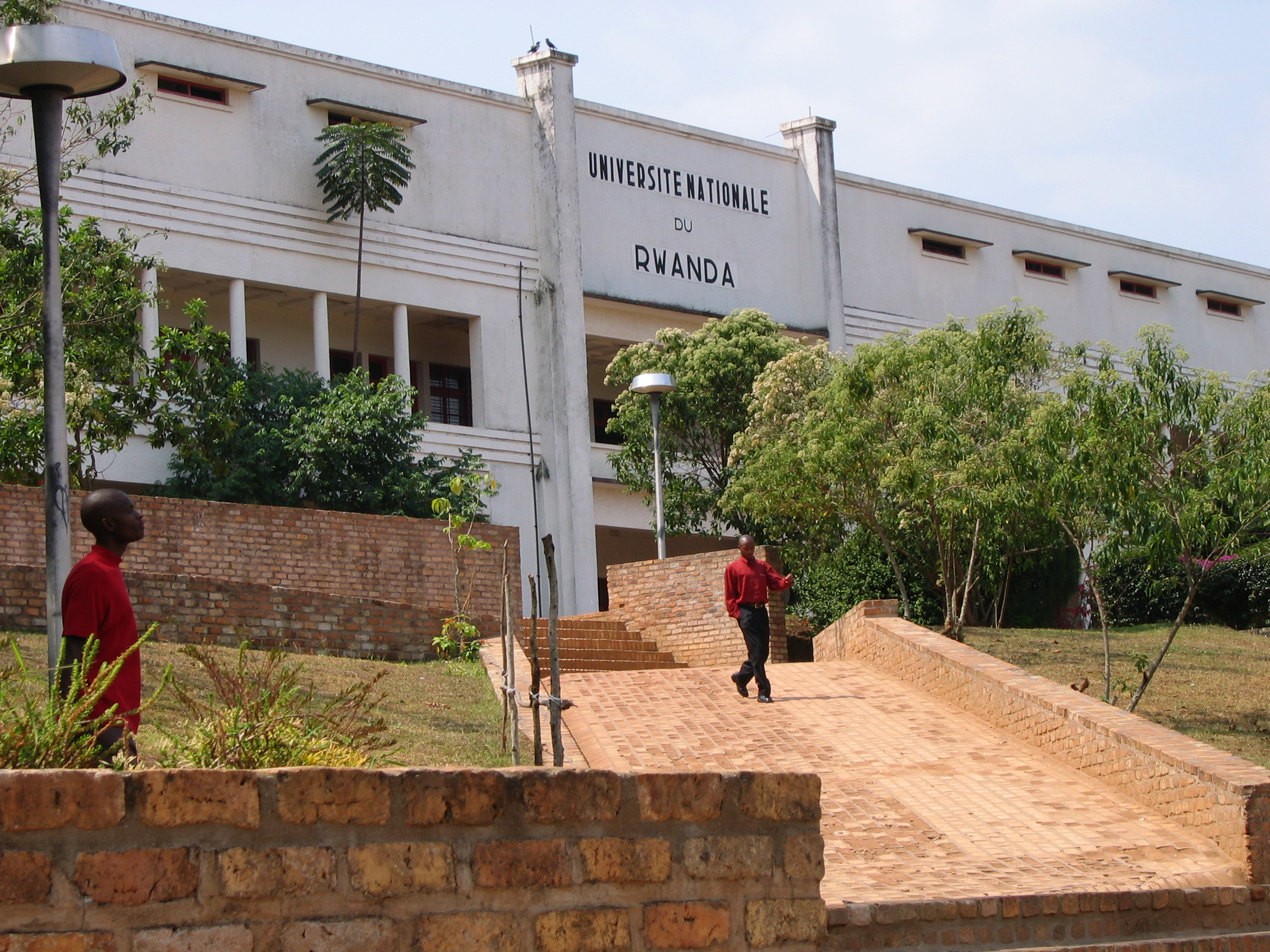

## Personnalités liées

### Enseignants / chercheurs
- François Bart, géographe français
- Pierre Crépeau, anthropologue québécois
- Alexis Kagame, prêtre catholique, philosophe et linguiste
- Bernard Lugan, historien français
- Jean Damascène Nduwayezu, écrivain, géopolitologue et homme politique
- Augustin Ngirabatware, homme politique
- Jean Damascène Ntawukuriryayo, homme politique
- Théoneste Nkeramihigo, prêtre jésuite, philosophe
- Monique Nsanzabaganwa, économiste
- Emmanuel Ntezimana, historien
- François Woukoache, réalisateur camerounais
- Maniragaba Balibutsa, philosophe

### Personnalités politiques
- Agnes Binagwaho, pédiatre, ancienne ministre
- Vincent Biruta, homme politique
- Louise Mushikiwabo, femme politique
- Jean Damascène Ntawukuriryayo, pharmacien, ancien président du Sénat
- Monique Nsanzabaganwa, ministre rwandaise puis vice-présidente de la Commission de l'Union africaine
- Pauline Nyiramasuhuko, femme politique
- Theodore Sindikubwabo, médecin, homme politique